# Pabu
Pabu (en bretó Pabu) és un municipi francès, situat a la regió de Bretanya, al departament de Costes del Nord. L'any 2006 tenia 2.832 habitants. A l'inici del curs 2007 el 32,5% dels alumnes del municipi eren matriculats a la primària bilingüe.

## Demografia
| 1962                                       | 1968  | 1975  | 1982  | 1990  | 1999  |
| ------------------------------------------ | ----- | ----- | ----- | ----- | ----- |
| 1.592                                      | 1.739 | 2.452 | 2.871 | 2.772 | 2.675 |
| Des de 1962: població sense dobles comptes |       |       |       |       |       |

## Administració
| Període   | Identitat             | Partit |
| --------- | --------------------- | ------ |
| 1977-1983 | Pierre Pasquiou       |        |
| 1983-2001 | Georges Le Normand    | PS     |
| 2001-     | Pierre Salliou-Cottin |        |

## Personatges il·lustres
- Polig Monjarret, musicòleg i nacionalista bretó

## Galeria d'imatges

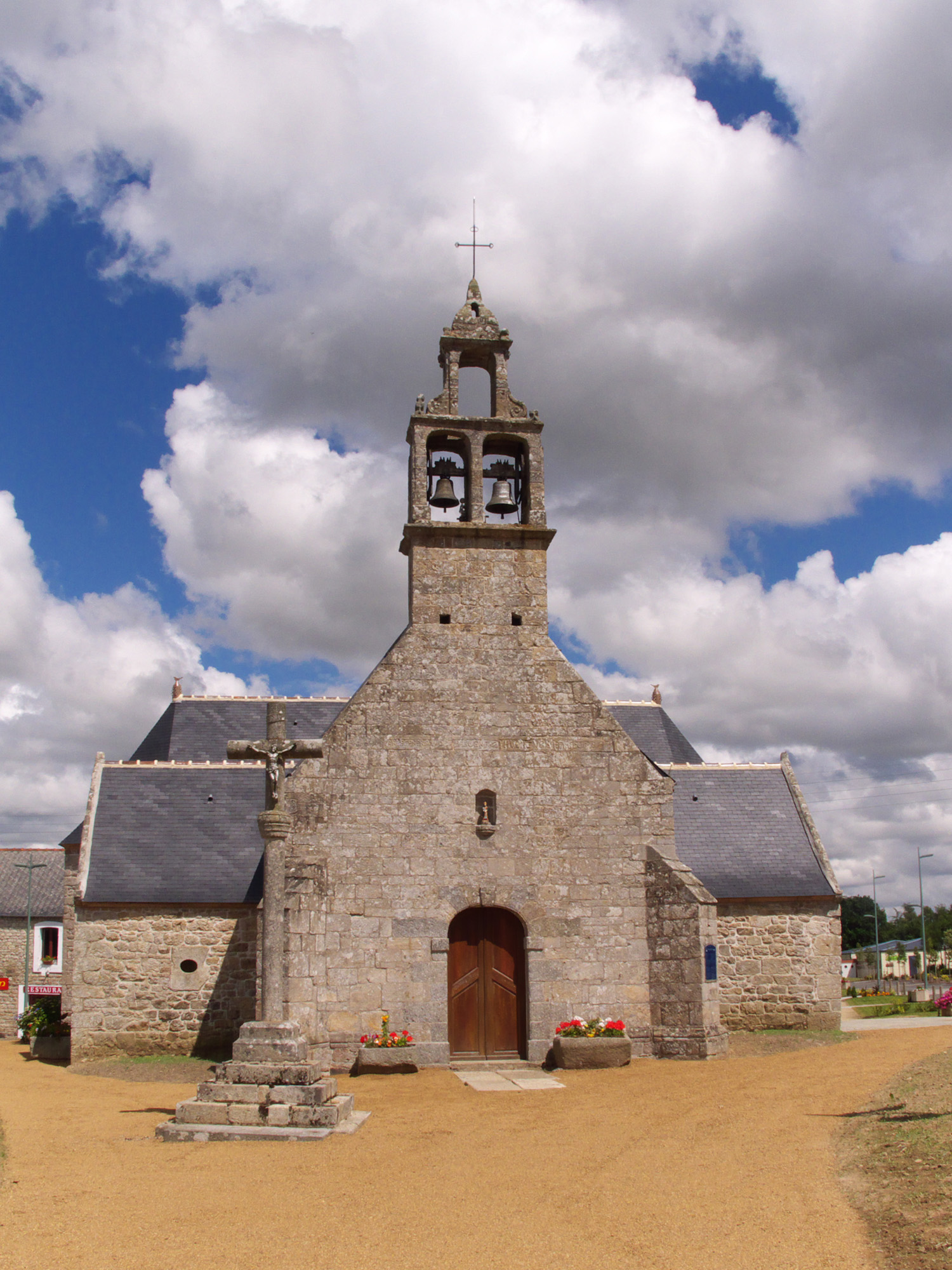
Església Saint-Tugdual
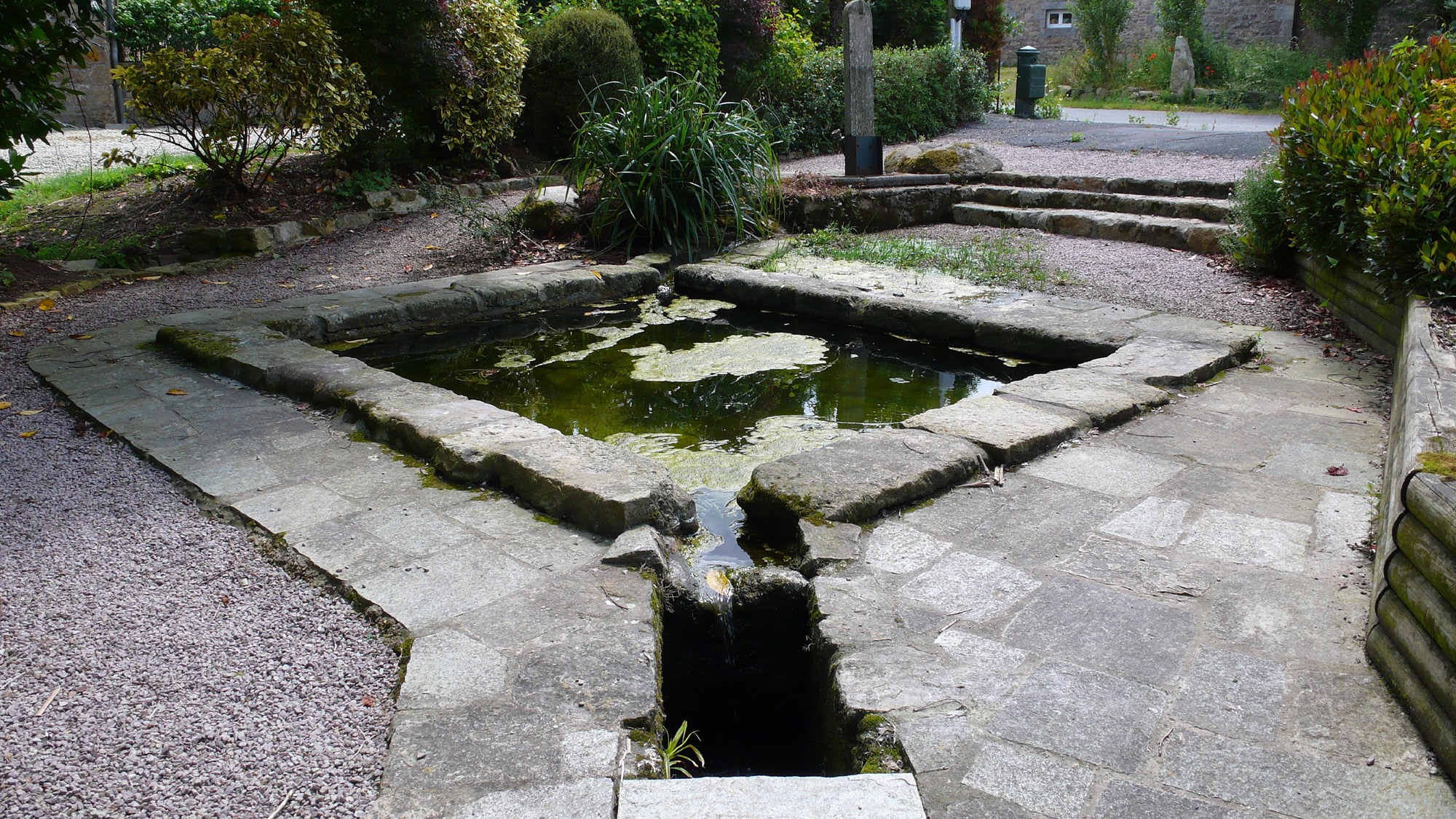
Lavoir de Ouilloren

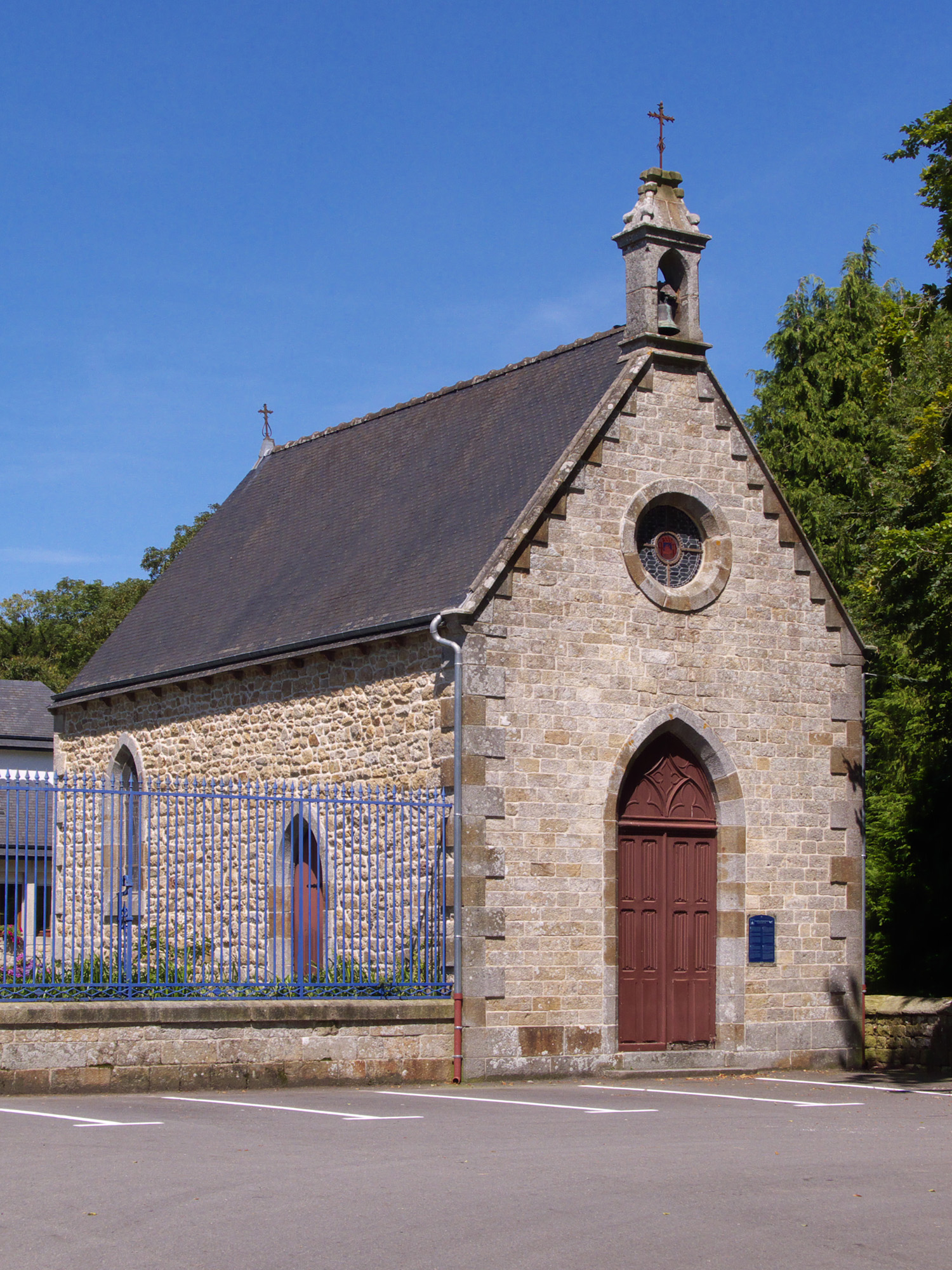
Capella de Saint-Loup